# Virola carinata
Virola carinata är en tvåhjärtbladig växtart som först beskrevs av Richard Spruce och George Bentham, och fick sitt nu gällande namn av Otto Warburg. Virola carinata ingår i släktet Virola och familjen Myristicaceae. Inga underarter finns listade i Catalogue of Life.

## Bildgalleri

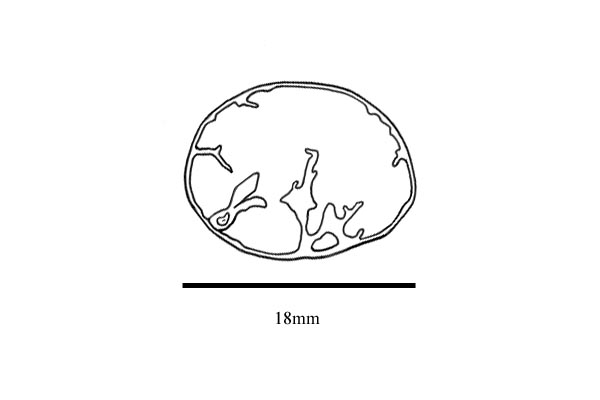